# التفسير اللغوي
تفاسير أهل اللغة هي مجموعة من الكتب اتجهت بتفسير القرآن اتجاهًا خاصًّا، وهو الاهتمام بالناحية اللغوية والنحوية لكلمات القرآن وعباراته، ومحاولة فهم النص القرآني من خلال ذلك، وتسمى هذه التفاسير بكتب معاني القرآن. وقد سلك كل عالم مسلكه الخاص في تفسير القرآن منطلقًا من العلم الذي يحسنه ويبرع فيه
والتفسير اللغوي اتجاه متميز في تفسير القرآن، يهتم بالناحية اللغوية أكثر من الجوانب الأخرى في التفسير.
ولا يمكن العدول عن هذه اللُّغة؛ لأن معرفة معاني ألفاظه لا تؤخذ إلَّا منها، قال ابن فارس: إن العلم بلغة العرب واجب على كل متعلق من العلم بالقرآن والسنة والفتيا بسبب، حتى لا غَناءَ بأحد منهم عنه، وذلك أن القرآن نازل بلغة العرب، ورسول الله عربي.

## أهمية التفسير اللغوي
يؤمن المسلمون أن الله سبحانه اختار نبيَّه الخاتم محمد بن عبد الله عربيًّا، وكان من السننِ أن يكون كتابُه بلسانِ قومِه، جَرْيًا على سنَّة الله في إرسالِ الرُّسلِ عليهم السلام؛ كما قال تعالى: ﴿وَمَا أَرْسَلْنَا مِنْ رَسُولٍ إِلَّا بِلِسَانِ قَوْمِهِ لِيُبَيِّنَ لَهُمْ فَيُضِلُّ اللَّهُ مَنْ يَشَاءُ وَيَهْدِي مَنْ يَشَاءُ وَهُوَ الْعَزِيزُ الْحَكِيمُ ۝٤﴾ [إبراهيم:4]، وقد جاءَ النَّصُّ على عربيةِ القرآنِ في غيرِ ما آيةٍ، منها:
1. قولُه تعالى: {إِنَّا أَنْزَلْنَاهُ قُرْآناً عَرَبِيًّا لَعَلَّكُمْ تَعْقِلُونَ} [سورة يوسف، الآية: 2]
2. وقولُه تعالى: {وَكَذَلِكَ أَنْزَلْنَاهُ قُرْآناً عَرَبِيًّا وَصَرَّفْنَا فِيهِ مِنَ الْوَعِيدِ لَعَلَّهُمْ يَتَّقُونَ أَوْ يُحْدِثُ لَهُمْ ذِكْرًا} [سورة طه، الآية: 113]
3. وقوله تعالى: {قُرْآناً عَرَبِيًّا غَيْرَ ذِي عِوَجٍ لَعَلَّهُمْ يَتَّقُونَ} [سورة الزمر، الآية: 28]
4. وقوله تعالى: {وَرَحْمَةً وَهَذَا كِتَابٌ مُصَدِّقٌ لِسَاناً عَرَبِيًّا لِيُنْذِرَ الَّذِينَ ظَلَمُوا وَبُشْرَى لِلْمُحْسِنِينَ} [سورة الأحقاف، الآية: 12]

ولما كان الأمر كذلك؛ فإنه لا يمكن العدول عن هذه اللغة التي نزل بها القرآن إلى غيرها إذا أُريد تفسير الكتاب الذي نزل بها؛ لأن معرفة معاني ألفاظه لا تؤخذ إلا منها.
قال ابن فارس: إن العلم بلغة العرب واجب على كل متعلق من العلم بالقرآن والسنة والفتيا بسبب، حتى لا غَناءَ بأحد منهم عنه، وذلك أن القرآن نازل بلغة العرب، ورسول الله عربي.

## أوجه الإهتمام بتفسير القرآن باللغة العربية

### أولاً: اهتمامه بمعاني المفردات والحروف ومرجع الضمائر
القرآن نزل بـ اللغة العربية، ومن هنا كان من وسائل التفسير عند العلماء الأخذ بما دلت عليه لغة العرب؛ لأن القرآن نزل بلسانهم، ولهذا قال إبن تيمية: ويرجع في تفسير القرآن إلى لغة القرآن أو السنة أو لغة العرب، ومن تكلم بما يعلم من ذلك لغة وشرعا فلا حرج عليه، ويحرم بمجرد الرأي، وقسم ابن عباس : التفسير على أربعة أوجه:
1. وجه تعرفه العرب من كلامها
2. وتفسير لا يعذر أحد بجهالته
3. وتفسير يعلمه العلماء
4. وتفسير لا يعلمه إلا الله[6]

- وأفرد العلماء مؤلفات مستقلة بمعاني وكلمات القرآن وهي المسماة: بـ كلمات القرآن، أو غريب القرآن، وهناك من أفرد لمعاني الحروف أيضا مؤلفا أو بابا مستقلاً ضمن مصنفاتهم، ولم يغفلها أغلب المفسرين.[7][8][9][10]
- وكذلك مرجع الضمير فله أثر كبير في إيضاح المعنى وتيسير الفهم والتدبر، وقد نال حظاً وافرا من بحوث العلماء.[11][12][13]

### ثانياً: الأهتمام بالشعر وأقوال العرب
- ظهرت عناية المفسرين باللغة العربية من جوانب منها:

1. الاستشهاد بالشعر العربي.
2. نقل أقوال العرب من أمثال ونحوها.

ولطالب التفسير الأخذ بمطلق اللغة فإن القرآن نزل بلسان عربي، ونص عليه أحمد بن حنبل في مواضع، وقد سئل عن القرآن تمثل له رجل ببيت من الشعر؟ فقال ما يعجبني، ولهذا قيل في جواز تفسير القرآن بمقتضى اللغة روايتان عن أحمد، وقيل الكراهة تحمل على من يصرف الآية عن ظاهرها إلى معان خارجة محتملة يدل عليها القليل من كلام العرب.
ومن الأمثلة المستنبطة ما يلي:
- قوله تعالى:﴿لَيْسَ الْبِرَّ أَنْ تُوَلُّوا وُجُوهَكُمْ قِبَلَ الْمَشْرِقِ وَالْمَغْرِبِ وَلَكِنَّ الْبِرَّ مَنْ آمَنَ بِاللَّهِ وَالْيَوْمِ الْآخِرِ وَالْمَ﴾ [البقرة:177].[11][17]
- قوله تعالى:﴿وَإِمَّا نُرِيَنَّكَ بَعْضَ الَّذِي نَعِدُهُمْ أَوْ نَتَوَفَّيَنَّكَ فَإِلَيْنَا مَرْجِعُهُمْ ثُمَّ اللَّهُ شَهِيدٌ عَلَى مَا يَفْعَلُونَ ۝٤٦﴾ [يونس:46]، قال ابن عقيل، في قوله تعالى:﴿فَإِلَيْنَا مَرْجِعُهُمْ ثُمَّ اللَّهُ شَهِيدٌ عَلَى مَا يَفْعَلُونَ ۝٤٦﴾ [يونس:46]، والمراد: والله شهيد، إذ شهادة الله لا يتقدمها شيء فتترتب عليه.
- قوله تعالى: ﴿وَلَا تَنْكِحُوا مَا نَكَحَ آبَاؤُكُمْ مِنَ النِّسَاءِ﴾ [النساء:22].[18]

### ثالثاً: اهتمامه بالأوجه البلاغية ولطائف التفسير
من أوجه إعجاز القرآن بلاغته التي وصلت إلى مرتبة لم يعهد لها مثيل ومن الأمثلة المستنبطة من كلام ابن عقيل ما يلي:
- قوله تعالى:﴿يَحْلِفُونَ بِاللَّهِ لَكُمْ لِيُرْضُوكُمْ وَاللَّهُ وَرَسُولُهُ أَحَقُّ أَنْ يُرْضُوهُ إِنْ كَانُوا مُؤْمِنِينَ ۝٦٢﴾ [التوبة:62]، [11]، قال ابن عقيل: ولم يقل يرضوهما وطلب رسول الله ما ذكره الله في كتابه، وهاء الكناية في التثنية والجمع أبلغ من الجمع بالواو.[20]
- وقوله سبحانه:﴿وَدَخَلَ مَعَهُ السِّجْنَ فَتَيَانِ قَالَ أَحَدُهُمَا إِنِّي أَرَانِي أَعْصِرُ خَمْرًا﴾ [يوسف:36]، قال ابن عقيل: يريد به ما يصير خمرا، وإنما يعصر عصيرا.[20]
- قوله تعالى:﴿أَوْ لَامَسْتُمُ النِّسَاءَ﴾ [النساء:43]، قال ابن عقيل: حقيقة في اللمس، إلا أنه يطلق على الجماع مجازا فيحمل عليهما جميعا، فنقول كل معنيين جاز إرادتهما بلفظ يصلح لهما فهما كالمعنيين المتفقين.[20]
- قوله تعالى:﴿وَاسْأَلِ الْقَرْيَةَ الَّتِي كُنَّا فِيهَا﴾ [يوسف:82]، قال ابن عقيل معناه: سل أهل القرية، فحذف أهلها المراد سؤالهم، وأقام القرية.[11][20]

## أشهر كتب التفسير اللغوي
وأشهر كتب معاني القرآن:
- كتاب معاني القرآن، لأبي زكريا يحيى بن زياد الفراء (ت 207 هـ).
- كتاب معاني القرآن، لأبي الحسن سعيد بن مسعدة الأخفش (ت 211 هـ).
- مجاز القرآن، لأبي عبيدة معمر بن المثنى (ت 210 هـ).
- كتاب معاني القرآن وإعرابه، لأبي إسحاق إبراهيم بن السّريّ الزجاج (ت 311هـ).[3]